# Indotyphlops schmutzi
Espèce
Synonymes
- Typhlops schmutzi Auffenberg, 1980

Statut de conservation UICN

 EN B1ab(iii) : En danger
Indotyphlops schmutzi est une espèce de serpents de la famille des Typhlopidae.

## Répartition
Cette espèce est endémique des Petites îles de la Sonde en Indonésie. Elle se rencontre sur les îles de Komodo et de Florès.

## Description
Indotyphlops schmutzi mesure entre 58 et 140 mm dont 0 mm pour la queue. Son dos est brun rosé, légèrement plus clair sur sa face ventrale. Son museau, le dessous de sa queue et son extrémité sont blancs. Les juvéniles sont un peu plus clairs que les adultes.

## Étymologie
Cette espèce est nommée en l'honneur du naturaliste et révérend Erwin Schmutz.

## Publication originale
- Auffenberg, 1980 : The herpetofauna of Komodo, with notes on adjacent areas. Bulletin of the Florida State Museum of Natural History, Biological Sciences, vol. 25, no 2, p. 39-156 (texte intégral).